# Dibrowa (obwód czerniowiecki)
Dibrowa (ukr. Діброва) – wieś na Ukrainie, w obwodzie czerniowieckim, w rejonie wyżnickim, w hromadzie Brusnycia. W 2001 liczyła 356 mieszkańców.